# Hemioplisis gaunaria
Hemioplisis gaunaria là một loài bướm đêm trong họ Geometridae.